# Dansaire fuliginós
El dansaire fuliginós (Saltator fuliginosus) és un ocell de la família dels tràupid (Thraupidae).

## Hàbitat i distribució
Habita la selva pluvial, vegetació secundària i matolls de les terres baixes de l'est del Brasil, est de Paraguai i nord-est de l'Argentina.